# Lina von Perbandt
Karoline (Lina) Louise Amalie Auguste von Perbandt (* 25. Mai 1836 auf Rittergut Langendorf, Ostpreußen; † 2. Juni 1897 in Godesberg) war eine deutsche Landschaftsmalerin.

## Leben
Von Perbandt war ein Mitglied der aristokratischen ostpreußischen Familie von Perbandt. Ihre Eltern waren Otto Friedrich Julius von Perbandt (* 2. Juli 1793; † 16. April 1878) und dessen Ehefrau Ida Sophie Ernestine von der Groeben (* 8. Oktober 1795; † 10. Februar 1857). Sie hatte sechs Geschwister. Die Schwestern waren Ottilie Sophie Friederike Rosette (1823–1894) und Ida Karoline Cäcilie Marie (1827–1851), die Brüder Georg Friedrich Otto Karl (* 1825), Fedor Karl Otto Gustav (1827–1906) war Schriftsteller, Rudolf Otto Theodor Traugott (* 1829, als Kind verstorben), Karl Adolf Rudolf Julius (1832–1911) war ebenfalls Landschaftsmaler.
Von Perbandt war zunächst Schülerin von August Behrendsen und Carl Scherres in Königsberg, später Privatschülerin von Eugen Dücker, der an der Königlich-Preußischen Kunstakademie in Düsseldorf seit 1872 Landschaftsmalerei lehrte. Ihr Werk widmete sie überwiegend der Darstellung von Landschaften. Sie bereiste Deutschland und die Schweiz und lebte in Düsseldorf in der Rosenstr. Nr. 32. Auch in Berlin (1866/1884) und München (1869) stellte sie aus. Aus dem Jahr 1887 ist ein Schreiben von ihr erhalten, in dem sie an die Gräfin Anna Luise Agnes Friederike Charlotte Auguste von Lehndorff schrieb.

## Werke (Auswahl)

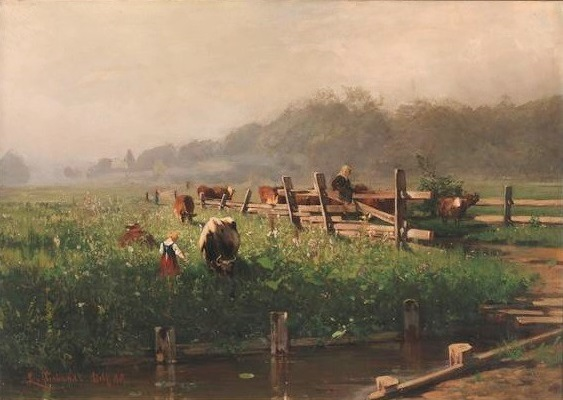
Landschaft mit Kühen

- Heraufziehendes Gewitter Kunstausstellung in Berlin 1866
- Ostpreussische Winterlandschaft Kunstausstellung in Dresden 1868
- Motiv aus dem Harz Kunstausstellung in Berlin 1872 und 1874 sowie im Münchner Glaspalast 1876
- Westfälische Landschaft Kunstausstellung in Dresden 1888 und in Bremen 1890